# Polymastia massalis
Polymastia massalis är en svampdjursart som beskrevs av Carter 1886. Polymastia massalis ingår i släktet Polymastia och familjen Polymastiidae.
Artens utbredningsområde är havet kring Australien. Inga underarter finns listade.